# 교황 스테파노 5세
교황 스테파노 5세(라틴어: Stephanus PP. V, 이탈리아어: Papa Stefano V)는 제110대 교황(재위: 885년 9월 ~ 891년 9월 14일)이다. 포티오스 문제를 둘러싸고 콘스탄티노폴리스와의 관계에 있어서 뿐만 아니라 갓 태동한 슬라브 정교회와의 관계에 있어서도 교황 니콜라오 1세의 정책을 답습하였다.
그의 아버지는 로마인 귀족에 속한 하드리아노이며, 그의 교육을 담당한 사람은 교황청 도서관장인 자카리아 주교였다. 스테파노는 교황 마리노 1세에 의해 산티 콰트로 코로나티 성당의 사제급 추기경에 서임되었다. 그는 누가 보더라도 매우 독실한 인물이었기에 그가 교황으로 선출된 것은 당연한 일이었다.
스테파노 5세는 885년 9월 교황으로 선출되어 카롤링거 제국 황제의 승인 없이 주교로 서임되었다. 그러나 카를 3세 황제는 그의 선출에 찬동하는 입장이었기 때문에 별다른 문제는 발생하지 않았다.
그가 재임하자하자 가뭄과 메뚜기 떼의 공격으로 기근이 찾아왔다. 가난한 사람들을 구휼하고, 무너지는 성당들을 보수하고, 사로잡힌 사람들을 석방시키기 위해 돈을 풀었지만 교황청의 금고가 바닥이 나자 나중에는 자기 아버지의 재산으로 충당하기 시작했다.
테살로니키의 주교 메토디오가 선종한 후, 그의 후임 주교로 제자인 고라즈드가 착좌하였다. 하지만 독일인 성직자들의 반발을 의식하여, 스테파노 5세는 슬라브어 전례의 거행을 불허하였다. 슬라브어 전례가 금지당하자 메토디오의 제자들은 불가리아로 망명하여 거기서 자신들의 전례를 이어갔다. 결국 슬라브족은 서방 교회 대신 동방 교회에 들어가게 되었다.
스테파노 5세는 질서를 도모하기 위해 당시 이탈리아 반도의 대부분을 차지하여 실제적인 통치자 노릇을 하고 있었던 스폴레토의 귀도 3세를 자신의 양자로 입양한 다음, 891년 그를 황제로 등극시켰다. 또한 그는 루트비히 3세를 프로방스의 왕으로 인정하였다. 리옹의 아우렐리아노 주교가 교회법의 정당한 절차에 따라 랑그르의 주교로 선출된 테우트볼드의 주교 서임식을 집전하지 않자, 스테파노 5세가 직접 테우트볼드를 주교로 서임하였다. 또한 그는 보르도의 대주교와 라벤나의 대주교가 교황의 승인 없이 독단적으로 행동하는 것에 대해 질책하였으며, 콘스탄티노폴리스 총대주교 포티오스가 로마에 대한 공세를 취하자 이에 저항하였다. 스테파노 5세는 동로마 황제 레오 6세로 하여금 포티오스를 유배 보내게 만들었다. 그는 레오 6세에게 보낸 서신에서 포티오스를 비판한 동시에 군함과 병사들을 보내 사라센의 침략을 물리쳐 달라고 요청하였다.
스테파노 5세는 베드로 성금을 내기 위해 온 잉글랜드인 순례자들과 특사들을 맞이한 후, 선종하여 성 베드로 대성전의 포르티코(특히 대형 건물 입구에 기둥을 받쳐 만든 현관 지붕)에 묻혔다.